# Erylus euastrum
Erylus euastrum is een sponzensoort uit de familie Geodiidae in de klasse gewone sponzen (Demospongiae).
De wetenschappelijke naam van de soort werd in 1868 gepubliceerd door Schmidt.